# Xylophanes simulans
Xylophanes simulans är en fjärilsart som beskrevs av Raymundo 1934. Xylophanes simulans ingår i släktet Xylophanes och familjen svärmare. Inga underarter finns listade i Catalogue of Life.